# Суд (логика)
Суд (логика), изказ који тврди или пориче; уз појам и закључак један од битних елемената формалне логике (по неким логичарима “читава је формална логика наука о судовима“).

## Грађа и подјела судова
Суд је састављен од субјекта „С“, предиката "П" и копуле која изриче различите односе између С и П. Традиционална елементарна логика дијели судове по квантитету , квалитету, релацији и модалитету.
- По квантитету, тј. по њиховом опсеговном односу, судови могу бити универзални (Сви су људи смртни), партикуларни (Нека смртна бића су људи) и сингуларни (Сократ је човјек).
- Квалитетом суда исказује се прихватање или одбацивање односа између субјекта и предиката, тј. њихова садржајна релација, а по њој се судови дијеле на афирмативна (С је П), негативне (С није П), односно лимитативне (С је не-П).
- По релацији судови могу означавати безусловни однос и тада су категорички (С је П) или тек условни однос и тада су хипотетички (Ако је А, тада је и Б). Неки логичари сматрају да с обзиром на релацију постоје и тзв. раставни или дисјунктивни судови, у којима се различити предикати међусобно искључују (С је или П1 или П2 или ...) .
- По модалитету судови могу изражавати или само вјероватну оправданост везе између субјекта и предиката (тзв. проблематични судови) или изрицати стварну, фактичку везу, која доиста постоји (тзв. асерторни судови) или тврдити општу логичку нужност везе између субјекта и предиката (тзв. аподиктички судови). Логички суд иманентно исказује неку тврдњу, а самим тим у себи увијек садржи могућност да буде истинит или неистинит (што не мора бити садржано у реченици која нпр. може исказивати и неку молбу, питање или жељу). Логички суд посједује, дакле, осим три елемента што их је утврдила традиционална логика, и „метаграматички“ тзв. четврти елемент тврдње, важење или неважење, елемент одлуке, тј. „практичког држања“ Хајнрих Рикерт (Rickert), што има психолошке корелате у пристајању односно непристајању субјекта који изриче суд. Да је логички суд четворочлана а не трочлана конституција, то је модернијој логици акцентуирала особито баденска школа (Вилјем Винделбанд, Рикерт, тзв. вриједносна логика, по којој мислити значи афирмисати логичку вриједност), о томе су расправљали и Рудолф Херман Лоце (  као четврти елемент ), Кристоф фон Сигварт („свијест о објективном важењу“), Франц Брентано (моменат увјерења) као и М. Петрас у расправи „Теорија суда“. Из различитог тумачења односа предиката и субјекта настале су различите теорије суда. Док је нпр. Аристотел сматрао да је сваки суд уврштавање појма субјекта под опсег појма предиката, други су логичари утврдили обрнути однос или пак однос идентичности (тј. да формално исправан суд може само изрицати пуку таутологију А=Б). По такозваној егзистенцијалној теорији у суду се изриче постојаност, егзистенција одређене везе субјекта и предиката. Једностраности различитих формалнологичких приступа проблематици суда настоје се превладати у оквиру нових истраживања која се темеље на дијалектичком схватању односа субјекта и предиката (М. Марковић ). Однос између њих није ни однос по обиму ни искључиво по садржају, јер се у акту суђења обим појма субјекта укључује у обим појма предиката, а садржај појма предиката у садржај појма субјекта као једна од његових карактеристика. Дијалектичка логика, која преузима и у себи укључује све позитивне резултате формалне логике, облике мишљења увијек проучава у нераздвојној вези са садржајем и уз поштовање правила инсистира увијек само с обзиром на конкретне чињенице у којима се суди.[1]

## Дефиниција
Дато мишљење може се бавити субјективним стварима у којима нема коначног налаза, или се може бавити чињеницама које се настоје оспорити логичком заблудом да неко има право на своје мишљење.
Оно што разликује чињенице од мишљења је да су оне проверљиве, односно могу се потврдити консензусом стручњака. Пример је: „Сједињене Америчке Државе су биле умешане у Вијетнамски рат“, насупрот „Сједињене Америчке Државе су биле у праву што су се укључиле у Вијетнамски рат“. Мишљење може бити поткрепљено чињеницама и принципима, у ком случају оно постаје аргумент.
Различити људи могу извући супротне закључке (мишљења) чак и ако се слажу око датог скупа чињеница. Мишљења се ретко мењају без изношења нових аргумената. Може се закључити да је једно мишљење боље поткрепљено чињеницама од другог, анализом поткрепљујућих аргумената.
У повременој употреби, израз мишљење може бити резултат нечије перспективе, разумевања, посебних осећања, уверења и жеља.
Иако нису чврста чињеница, колективна мишљења или професионална мишљења се дефинишу као испуњавање виших стандарда за поткрепљење мишљења.

## Колективна и стручна мишљења

### Јавно мњење
У савременој употреби, јавно мњење је скуп појединачних ставова или уверења које држи популација (нпр. град, држава или земља), док је мишљење потрошача сличан агрегат прикупљен у оквиру маркетиншког истраживања (нпр. мишљења корисника о одређеном производу или услузи). Обично, пошто је процес прикупљања мишљења од свих појединаца тегобан, скуп или га је немогуће остварити, јавно мњење (или мишљење потрошача) се процењује коришћењем анкетног узорка (нпр. са репрезентативним узорком популације).

### Групно мишљење
У неким друштвеним наукама, посебно у политичким наукама и психологији, групно мишљење се односи на агрегацију мишљења прикупљених од групе субјеката, као што су чланови жирија, законодавног тела, одбора или другог колективног тела за доношење одлука. У овим ситуацијама, истраживачи су често заинтересовани за питања која се односе на друштвени избор, конформизам и групну поларизацију.

### Научно мишљење
„Научно мишљење“ може одражавати мишљења о научним питањима која су артикулисали један или више научника, објављена у научним часописима или угледним уџбеницима, од којих оба подразумевају рецензију и ригорозно професионално уређивање. Такође се може односити на мишљења објављена од стране професионалних, академских или владиних организација о научним открићима и њиховим могућим импликацијама.
Сродан, али не и идентичан термин, научни консензус, је преовлађујући поглед на научну тему унутар научне заједнице, као што је научно мишљење о климатским променама.
Научна мишљења могу бити „делимична, временски контингентна, конфликтна и неизвесна“ тако да можда не постоји прихваћени консензус за одређену ситуацију. У другим околностима, одређено научно мишљење може бити у супротности са консензусом.
Научна писменост, која се такође назива јавно разумевање науке, је образовни циљ који се бави обезбеђивањем јавности неопходних алата за коришћење научног мишљења.

### Правно мишљење
„Правно мишљење“ или „завршно мишљење“ је врста стручног мишљења, обично садржана у званичном писму правног мишљења, које адвокат даје клијенту или трећој страни. Већина правних мишљења се даје у вези са пословним трансакцијама. Мишљење изражава професионалну процену адвоката у погледу правног аспекта посла. Мишљење може бити „чисто“ или „образложено“. Правно мишљење није гаранција да ће суд постићи неки конкретан резултат. Међутим, погрешно или непотпуно правно мишљење може бити основ за тужбу против адвоката због професионалне злоупотребе, сходно којој се од адвоката може тражити да тужиоцу исплати штету насталу као резултат ослањања на погрешно мишљење.

### Судско мишљење
„Судско мишљење“ или „мишљење суда“ је мишљење судије или групе судија које прати и образлаже налог или одлуку у спору пред судом. Судско мишљење генерално износи чињенице које је суд признао као утврђене, правне принципе на које је суд везан и примену релевантних принципа на признате чињенице. Циљ је да се демонстрира образложење које је суд користио при доношењу своје одлуке. Од судија у Сједињеним Државама се обично тражи да дају добро образложену основу за своје одлуке, а садржај њихових судских мишљења може садржати основе за жалбу и поништавање њихове одлуке од стране вишег суда. Судска мишљења се даље разматрају у публикацијама о обичајном праву и преседану.